# Список порноакторів, які грали в непорнографічних фільмах
Нижче наведений список порноакторів, які з'являлись у непорнографічних фільмах.
- Абігейл Клейтон — «Маніяк» (1980), «Так добре» (1981)
- Аіно Кісі — «Принцеса самураїв» (2009)
- Алексіс Тексіс — «Бікіні Франкенштейн» (2010), «Кровожерливі зомбі» (2011)
- Ембер Лін — «52 пікап» (1986)
- Анастейша Блу — «Кокаїн» (2001)
- Анджеліна Армані — «Бакі Ларсон: Народжений бути зіркою» (2011)
- Анет Гейвен — «Двійник тіла» (1984), «10» (1979)
- Енді Сан Дімас — «Драйв» (2011)[1]
- Ейпріл Флаверз — «Одинак» (2003)
- Ешлін Джир — «За що варто померти» (1992), «Цілком таємно» (сезон 2, епізод 3)
- Ешлін Брук — «Піраньї 3D» (2010)
- Азія Каррера — «Великий Лебовськи» (1998)
- Аврора Сноу — «Правила атракціону» (2002), «Суперперці» (2007)
- Бріжіт Ляе — «Я... як Ікар» (1980), «Генрі і Джун» (1990)
- Чейсі Лейн — «Лицар-демон» (1995), «Оргазмо» (1997)
- Дора Вентер — «Повія»
- Джорджина Спелвін — «Поліцейська академія» (1984), «Поліцейська академія 3: Знову до академії» (1986)
- Джина Лінн — «Аналізуй те» (2002)
- Джанін Ліндмандер — «Частини тіла» (1997)
- Дженна Хейз — «Суперперці» (2007), «Адреналін 2: Висока напруга» (2009)
- Дженна Джеймсон — «Частини тіла» (1997), «Зомбі-стриптизерки» (2008)
- Кеті Морган — «Зак і Мірі знімають порно» (2008)
- Лексінгтон Стіл — «Адреналін 2: Висока напруга» (2009)
- Моніка Александер — «Адреналін 2: Висока напруга» (2009)
- Нік Маннінг — «Адреналін 2: Висока напруга» (2009)
- Рон Джеремі — «Мисливці на привидів» (1984), «Оргазмо» (1997), «Святі з нетрів» (1999), «Адреналін 2: Висока напруга» (2009)
- Саша Грей — «Дівчина за викликом» (2009)
- Саймон Рекс — «Дуже страшне кіно 3» (2003), «Дуже страшне кіно 4» (2006), «Супергеройське кіно» (2008)
- Стормі Деніелс — «Сорокалітній незайманий» (2005)
- Тері Вігель — «Приречений на смерть» (1990), «Хижак 2» (1990)
- Трейсі Лордз — «Одружені ... та з дітьми» (1995), «Блейд» (1998), «Зак і Мірі знімають порно» (2008)
- Франсуа Сага — «Пила 6» (2009), «Чоловік у ванній [fr]»[2] (2010), "Зомбі з Лос-Анджелеса [en][3] (2010), .
- Міхаела Шаффрат — «Дежа вю» (2001), «Секс-коктейль» (2003), «Бурштиновий амулет» (2004).